# Hasenthal
Hasenthal ist ein Ortsteil der Stadt Sonneberg im Landkreis Sonneberg in Thüringen.

## Lage
Hasenthal befindet sich an der Kammlage zur Südabdachung des Thüringer Schiefergebirges an der Grenze zu Bayern hinter den Anhöhen südlich von Lichte und nordwestlich von Tettau. Die Landesstraßen 1150 und 2658 führen zum Ort, der von Bergwiesen und Wäldern umschlossen ist.

## Geschichte
Bei der Erbteilung der Dynastie Lauenstein durch die Orlamünder Grafen entstand am 29. Juni 1414 auch die Herrschaft Gräfenthal, zu der neben allen dazugehörigen Dörfern (noch ohne Hasenthal) auch das große Waldgebiet der Stammwald (an der „Judenstraße“ bis an die Landesgrenze, dem Sattelpass und die Steinerne Heide) gehörte. Die Besiedlung dieser Region südlich des Rennsteigs ließ noch längere Zeit auf sich warten, erfolgte dann in der Zeit der Reichserbmarschälle von Pappenheim, die 1438 mit der Herrschaft Gräfenthal belehnt worden waren Die ersten Siedler waren Köhler, deren Holzkohle aus Buchenholz zur Gewinnung von Roheisen und Kupfer mehr und mehr gefragt war. Der Ortsname Hasenthal soll nach einem ehemaligen Hochofenbesitzer Hase entstanden sein. Diese Deutung lässt sich urkundlich nicht nachweisen. Die urkundliche Ersterwähnung existiert seit dem 29. August 1488 im Staatsarchiv Weimar. 1488 belehnt Sebastian von Pappenheim den Leipziger Bürger Hans von Leimbach mit den Hasenthaler Gütern, dazu zählt auch die Saigerhütte.
Die Hasenthaler Seigerhütte war die höchstgelegene thüringische Hütte und zugleich auch die kleinste. Verseigert wurde in Hasenthal vor allem Schwarzkupfer aus Schlema, Ilmenau und Saalfeld und nur in geringem Maße Kupfer aus dem Mansfeld. Das erzgebirgische Kupfer konnte in Hasenthal verseigert werden, weil Hans von Leimbach seit 1487 das Amt eines kurfürstlichen Zehntners in Schneeberg ausübte. Hans von Leimbach widmete sich jedoch bald schon anderen Handelstätigkeiten zu und schenkte der Hasenthaler Seigerhütte keine große Aufmerksamkeit. Nach dem Tode Leimbachs blieben die erzgebirgischen Lieferungen aus, das Ilmenauer Bergwerk geriet in Schulden. Bereits im Jahre 1514 ist die Hasenthaler Seigerhütte wieder stillgelegt. Sie war unrentabel geworden. Dazu beigetragen haben sicherlich auch die klimatischen Bedingungen in Hasenthal. Von Oktober bis April herrschte damals der Winter. Die Transporte waren äußerst schwierig, es fehlte das notwendige Wasser.
Erstmals im Jahre 1594 kann man „Hasenthal“[3] auf einer Landkarte des Nürnberger Kartographen Paul Pfinzing entdecken und zwar auf Seite 6 im sogenannten „Pfinzigatlas“ aus dem Jahr 1594. Es ist in geringer Entfernung südwestlich vom Kirchdorf „Speckbron“ eingezeichnet und lag offenbar im noch unwegsamen Stammwald der Herrschaft Gräfenthal.
Bis weit ins 16. Jahrhundert wurde in Hasenthal Eisenverhüttung betrieben.
Weitere Erwerbsquellen waren die Herstellung von Holzkohle, die Gewinnung von Harz zur Herstellung von Pech, die Förderung von Eisensteinen und eine geringe Landwirtschaft.
Eine genaue Darstellung findet sich in der „Beschreibung des Herzoglich Sachsen-Saalfeldischen Amtes Gräfenthal, Anno 1790“ des damaligen Coburg-Saalfeldischen Rates und Amtmannes Johann Gottfried Göbel:

„Das Amtsdorf Hasenthal stößt an keine andere Dorfflur an, sondern ist rings-um von herrschaftlichen Waldungen umgeben. Es ist im Osten vom Spechtstein, im Süden vom Hofberg, im Westen vom Limberg und im Norden von den Oelsethälern umschlossen. Das Dorf besteht aus 121/2 Bauerngütern. 12 Klein-häuslern, 20 ledigen Wiesen und 20 ledigen Aeckern. Es hat 16 Güter-Besitzer, 12 Kleinhäusler und 3 Mietbewohner. Die Einwohnerzahl beträgt 166 Seelen, nämlich 34 Ehepaare, 3 Witwer. 7 Witwen, 19 Burschen und 11 Mädchen über 14 Jahren, 27 Kinder männlichen und 31 weiblichen Geschlechts.“

Durch die Erschließung des ersten Griffelbruches im Jahr 1812 kam es zu einer raschen Entwicklung Hasenthals.
Im 17. Jahrhundert wurde eine Forstei eingerichtet, die 1890 in eine herzogliche Oberförsterei und 1924 in ein Thüringisches Forstamt umgewandelt wurde.
Heute ist der Ort vor allem durch die Kunststoffindustrie geprägt. Vorhanden sind Dienstleistungs- und Handwerksbetriebe, Cafés in Schneidemühle und Hasenthal Land, einen Kindergarten und die Staatliche Grundschule.

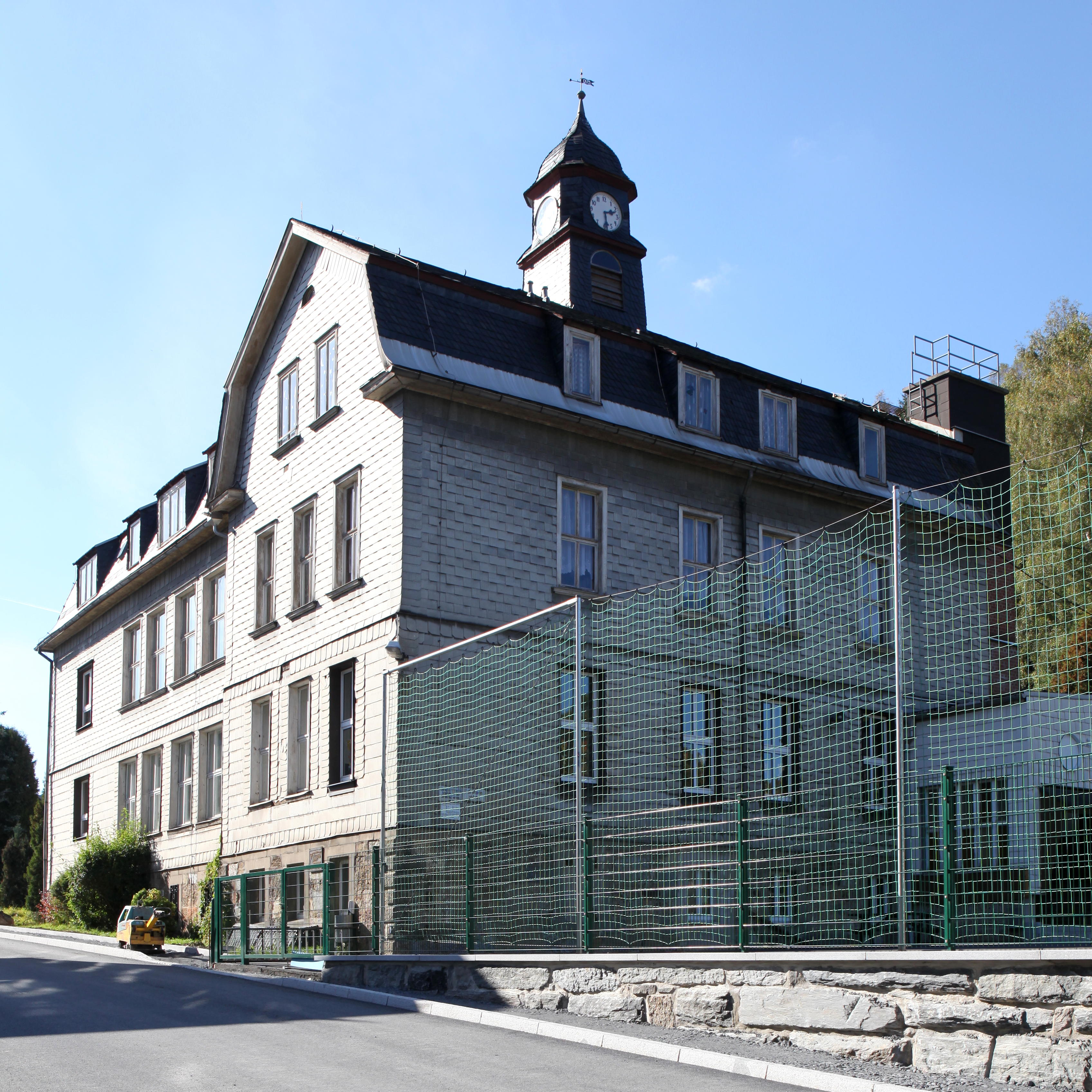
Grundschule in Hasenthal

Das erste Schulhaus wurde 1886 errichtet, das im März 1910 ein Feuer zerstörte. Das folgende Schulgebäude wurde am 3. September 1911 eingeweiht. Ab 1958 besuchten die Eschenthaler und ab 1960 die Spechtsbrunner Schüler die Klassen fünf bis acht in Hasenthal. 1961 begann der Aufbau einer Polytechnischen Oberschule. Dazu wurde 1962 ein Lehrschwimmbecken und 1970/71 ein Erweiterungsbau errichtet. 1991 wurde die Polytechnische Oberschule geschlossen und die Schulgebäude als Staatliche Grundschule Hasenthal für die Klassenstufen eins bis vier der Gemeinde Oberland am Rennsteig weitergenutzt. Am Schulhaus erinnert seit 1982 eine Gedenktafel an die Opfer des Todesmarsches der KZ-Häftlinge von Sonneberg.

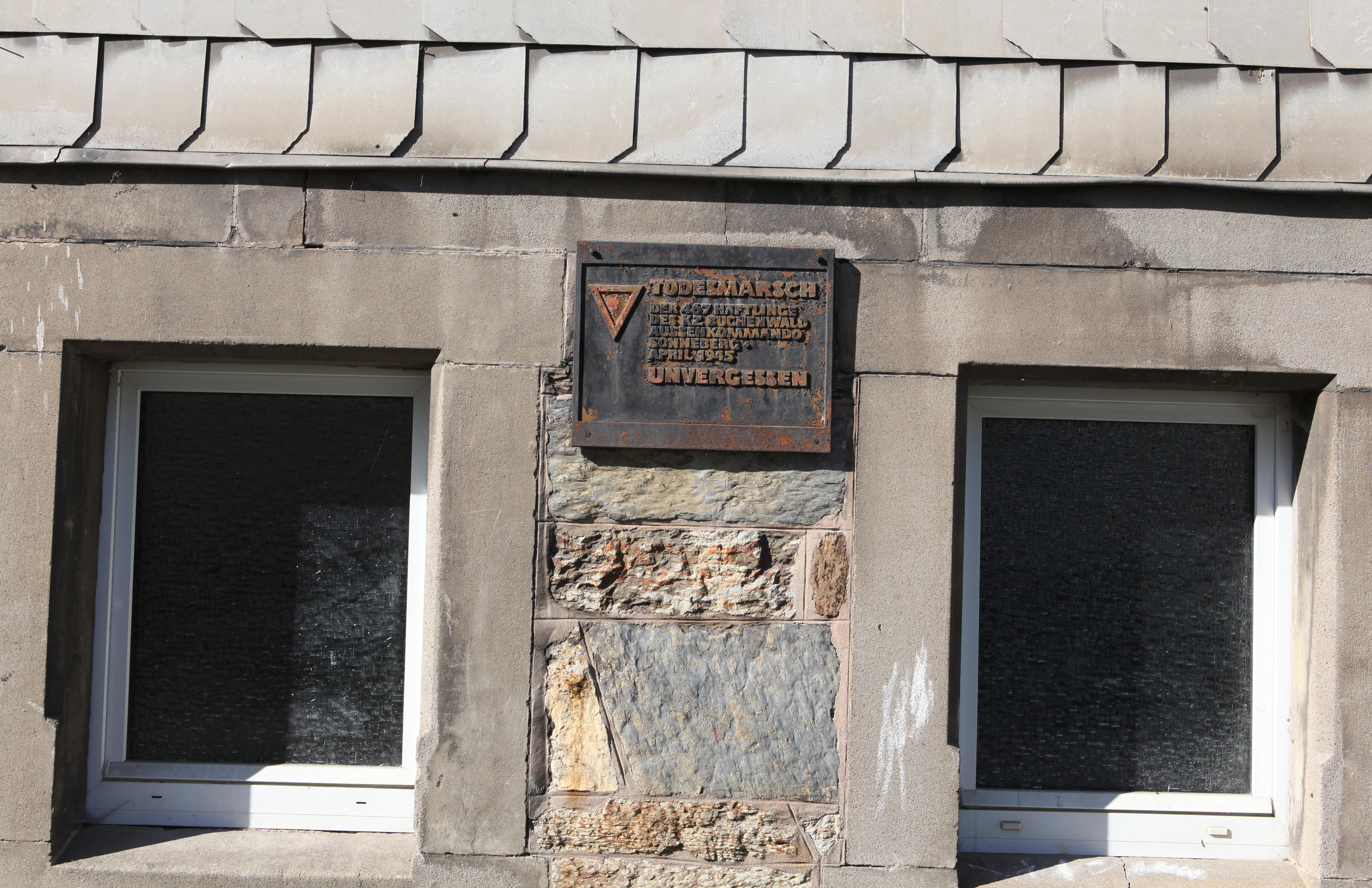
Hasenthal-Gedenktafel

Sehenswert ist das Bauernhaus aus dem Jahre 1783.
Von 1961 bis 1989 lag Hasenthal wegen seiner unmittelbaren Nähe zur innerdeutschen Grenze im 5-km-Sperrgebiet, das außer den Bewohnern nur ausgewählte Besucher mit Passierschein betreten durften. Das Schicksal anderer Grenzdörfer (Zwangsumsiedlung) blieb Hasenthal aber erspart.
Heute wird Hasenthal geprägt durch zwei kunststoffverarbeitende Betriebe und einige Handwerksbetriebe. Mitte August feiert seit 1998 der Kirmes- und Trachtenverein die Plankermes.
Hasenthal gehörte seit 1868 zum Landkreis Saalfeld. 1950 wurde es Teil des Landkreises Sonneberg. 1994 wurde der Ort in die Einheitsgemeinde Engnitzthal eingemeindet, die 1997 in der Gemeinde Oberland am Rennsteig aufging. Diese wurde zum 1. Januar 2014 Teil der Stadt Sonneberg. Aktuelle Ortsteilbürgermeisterin ist Birgitt Kramer-Büttner.

## Persönlichkeiten
- Siegfried Möslein (1927–2009), deutscher Politiker (CSU)
- Baldur Schönfelder (* 1934 in Hasenthal), Bildhauer
- Luisa Görlich (* 21. Dezember 1998), Skispringerin
- Sophia Görlich (* 21. Dezember 1998), Skispringerin
- Emilia Görlich (* 17. Januar 2003), Skispringerin
- Charlotte Leib (* 3. Juni 2003), Skilangläuferin